# (73061) 2002 FC9
(73061) 2002 FC9 – planetoida z pasa głównego asteroid okrążająca Słońce w ciągu 3,68 lat w średniej odległości 2,38 j.a. Odkryta 16 marca 2002 roku.